# Kemsing
Kemsing – wieś w Anglii, w hrabstwie Kent, w dystrykcie Sevenoaks. Leży 22 km na zachód od miasta Maidstone i 34 km na południowy wschód od centrum Londynu. W 2001 miejscowość liczyła 4014 mieszkańców.